# The Woman in His House

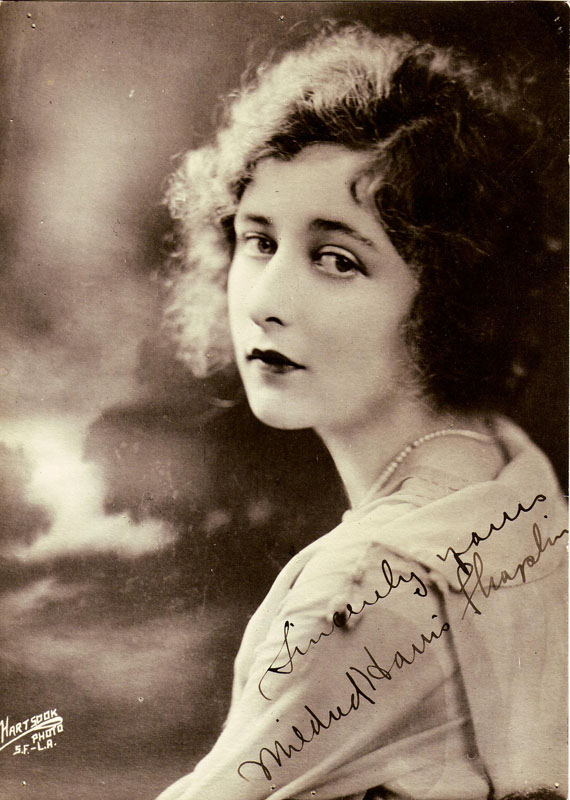
O filme estrelou Mildred Harris

The Woman in His House é um filme de drama mudo norte-americano de 1920, produzido por Louis B. Mayer e estrelado por Mildred Harris. É um filme perdido.

## Elenco
- Mildred Harris - Hilda
- Ramsey Wallace - Dr. Philip Emerson
- Thomas Holding - Peter Marvin
- George Fisher - Robert Livingston
- Gareth Hughes
- Richard Headrick - Philip Emerson Jr.
- Winter Hall - pai da Hilda, Andrew Martin
- Katherine Van Buren - assistente de Emerson
- Robert Walker